# Văn Tiến Dũng
Văn Tiến Dũng (2. května 1917 Hanoj – 17. března 2002 Hanoj) byl armádním generálem Vietnamské lidové armády, člen politbyra Komunistické strany Vietnamu a ministr národní obrany Vietnamské socialistické republiky.

## Život
Văn Tiến Dũng se narodil v obci Co Nhue, okres Tu Liem, Hanoj, do rolnické rodiny. V roce 1936 se zúčastnil dělnických nepokojů. V listopadu 1937, ve svých 20 letech vstoupil do Indočínské komunistické strany. V letech 1939 až 1944 byl třikrát vězněn, z toho dvakrát úspěšně utekl z vězení.
V roce 1948 byl povýšen na generálmajora, v roce 1951 byl jmenován velitelem a politickým komisařem nově vzniklé 320. divize. V listopadu 1953 byl během indočínské války povýšen na náčelníka generálního štábu Vietnamské lidové armády vedené generálem Võ Nguyên Giápem před bitvou u Dien Bien Phu.
V roce 1974 byl povýšen na generála Vietnamské lidové armády a začal plánovat klíčovou ofenzívu vietnamské války. V březnu 1975 velel útoku, v němž severovietnamská armáda přemohla jihovietnamskou obranu a 30. dubna 1975 dobyla Saigon.
Velel také vietnamské invazi do Kambodže ovládané Rudými Khmery a v roce 1979  krátkému pohraničnímu konfliktu s Čínskou lidovou republikou.[zdroj?]
V roce 1980 byl jmenován ministrem obrany, v prosinci 1986 odešel do důchodu.